# Loutkoherec

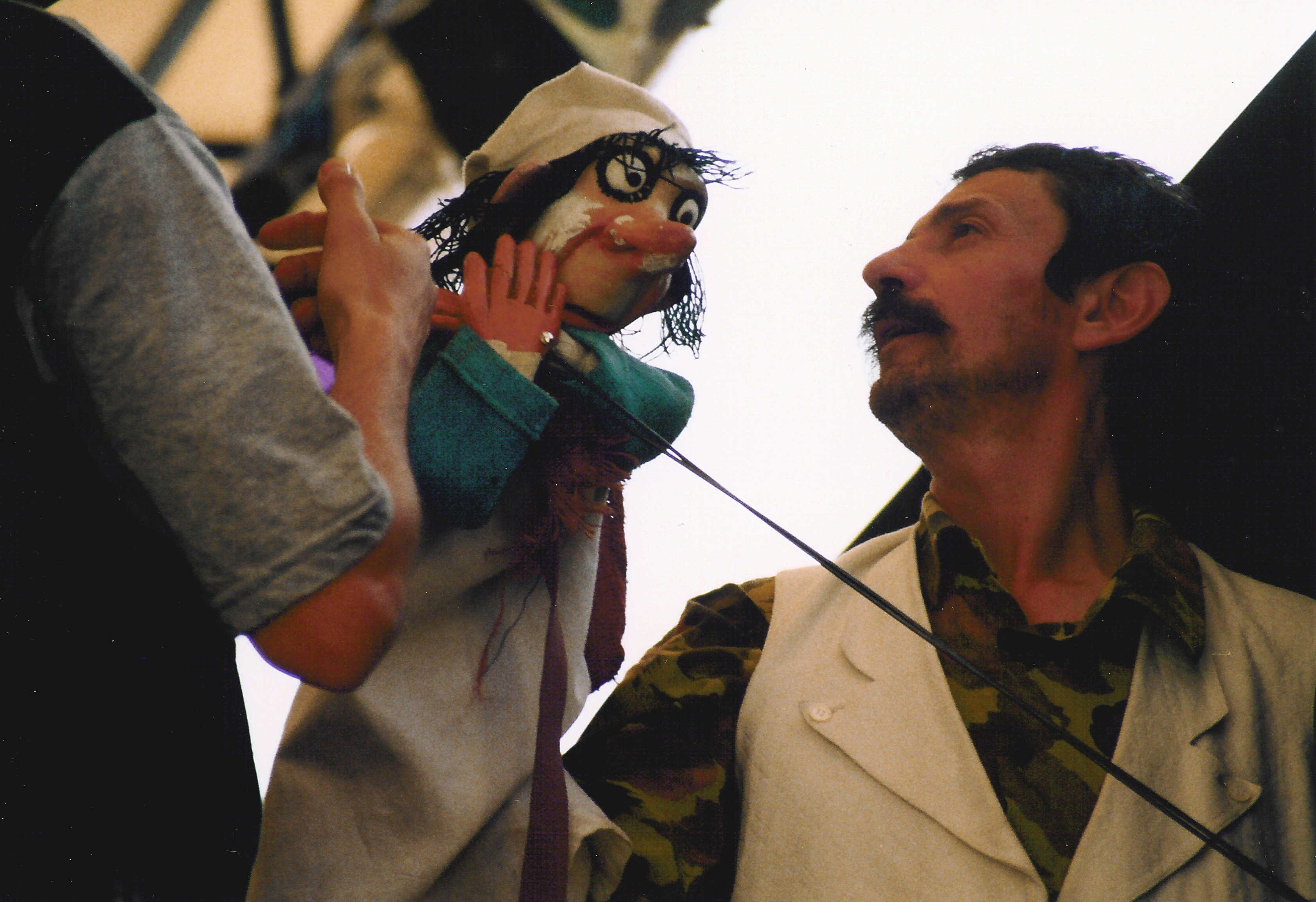
Loutkoherec

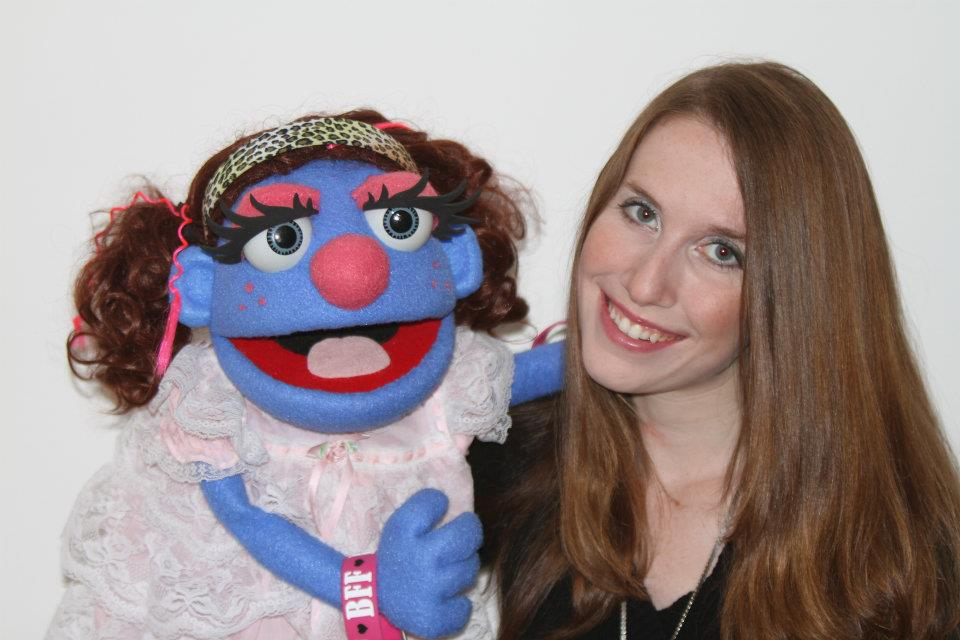
Americká loutkářka Leslie Fleming, tvůrce Bleeckie

Loutkoherec (loutkář) je herec v loutkovém divadle.
Loutkoherec může být buď specializovaný:
- vodič loutek – ovládá (vodí) loutky a vytváří tak dojem, že loutka žije
- dabér – mluví role loutek, případně vytváří zvukové efekty

nebo zvládá obě úlohy sám.
Hlavně v počátcích loutkového divadla (ale i dnes) bývali loutkáři zároveň výrobci svých loutek - dnes se tato profese zpravidla označuje jako technolog.
Loutkoherec může ovládat loutku mnoha způsoby: vedením provázků, drátků, lan nebo vodících tyčí. Může mít loutku také navlečenou na ruce nebo na prstu (maňásci). Některé loutky jsou složitější a vyžadují, aby je ovládalo více vodičů zároveň.
Loutkoherec může hrát skryt za nebo nad scénou či být divákům viditelný, případně být své loutce hereckým partnerem (např. břichomluvec).

## Známí loutkoherci
- Antonín Strýček Jedlička
- Matěj Kopecký
- Miloš Kirschner
- Josef Skupa
- Vojtěch Sucharda

- Jiří Trnka
- Hermína Týrlová